# Chemnitzer FC
Pour les articles homonymes, voir CFC.
Maillots
Actualités
Le Chemnitzer FC (CFC) est un club de football allemand basé à Chemnitz dans la Saxe.
Les origines de ce club remontent à la création du Chemnitzer SC Britannia en 1899. Le club actuel limite son évocation historique à l'année 1946. Mais à cette époque, la reconstitution du SG Chemnitz-West eut lieu sous l'impulsion d'anciens membres du club précédent Chemnitzer BC 1933, la filiation jusqu'à 1899 peut être sérieusement considérée.  
À l'époque de la RDA, la ville de Chemnitz fut rebaptisée Karl-Marx-Stadt à partir de 1953.

## Repères historiques
- 1899 - 02/12/1899, Fondation de CHEMNITZER SPORT-CLUB BRITANNIA.
- 1900 - Avril, CHEMNITZER SPORT-CLUB BRITANNIA changea son nom en CHEMNITZER BALLSPIEL CLUB 1899.
- 1933 - CHEMNITZER BALLSPIEL CLUB 1899 fusionna avec SPORT-CLUB SACHSEN 1909 CHMENITZ, mais le club ne put éviter la faillite.
- 1933 - Refondation immédiate sous le nom de CHEMNITZER BALLSPIEL-CLUB 1933.
- 1945 - Dissolution de CHEMNITZER BALLSPIEL-CLUB 1933 par les autorités soviétiques.

- 1945 - Des membres de l'ancien Chemnitzer BC 1933 sont autorisés à refonder un club et deviennent membres de SPORTGEMEINSCHAFT (SG) CHEMNITZ-WEST.
- 1945 - Fondation de SPORTGEMEINSCHAFT (SG) CHEMNITZ-WEST.
- 1948 - SPORTGEMEINSCHAFT (SG) CHEMNITZ-WEST changea son nom en BETRIETSPORTGEMEINSCHAFT (BSG) FEWA CHEMNITZ.
- 1950 - BETRIETSPORTGEMEINSCHAFT (BSG) FEWA CHEMNITZ changea son nom en BETRIETSPORTGEMEINSCHAFT (BSG) NAGEMA CHEMNITZ.
- 1951 - BETRIETSPORTGEMEINSCHAFT (BSG) NAGEMA CHEMNITZ changea son nom en BETRIETSPORTGEMEINSCHAFT (BSG) STAHLWERK CHEMNITZ.
- 1953 - Les autorités communistes de RDA décidèrent de rebaptiser la ville de Chemnitz en Karl-Marx-Stadt.
- 1953 - BETRIETSPORTGEMEINSCHAFT (BSG) STAHLWERK CHEMNITZ changea son nom en BETRIETSPORTGEMEINSCHAFT (BSG) STAHL KARL-MARX-STADT.
- 1956 - 03/03/1956, BETRIETSPORTGEMEINSCHAFT (BSG) CHEMIE KARL-MARX-STADT changea son nom en SPORT-CLUB MOTOR KARL-MARX-STADT.
- 1963 - 01/07/1963, SPORT-CLUB MOTOR KARL-MARX-STADT changea son nom en SPORT-CLUB KARL-MARX-STADT.
- 1966 - 105/01/1966, SPORT-CLUB KARL-MARX-STADT changea son nom en FUSSBALL-CLUB KARL-MARX-STADT.
- 1966 - 1re participation au championnat de 1re Division d'Allemagne de l'Est (saison 1965/1966).
- 1967 - 1re participation à une Coupe d'Europe (C1) (saison 1967/1968, élimination par R. SC Anderlechtois).
- 1990 - 13/06/1990, FUSSBALL-CLUB KARL-MARX-STADT changea son nom en CHEMNITZER FUSSBALL-CLUB.

## Fondateur de la DFB
Le 28 janvier 1900, le Chemnitzer SC Britannia fut un des fondateurs de la Fédération allemande de football (DFB). En avril de la même année, ce club adapta son nom en Chemnitzer BC 1899.

## Histoire

Ancien logo du Chemnitzer BC

Le club fut initialement créé le 2 décembre 1899 par des étudiants de Mittweida, sous le nom de Chemnitzer SC Britannia. 
Le 8 août 1903, le club fut un des fondateurs de la Verband Chemnitzer Fußball-Vereine (VCFV). Cette fédération fut englobée dans la Verband Mitteldeutscher Fußball-Vereine (VMBV) après deux ans d'existence.
Les couleurs traditionnelles du Chemnitzer BC furent Rouge et Noir.
Jusqu'en 1933, le club participa quinze fois au tour final du championnat de la Verband Mitteldeutscher Fußball-Vereine (VMBV). Il en disputa une fois la finale (en 1927) mais s'inclina (0-4) contre le VfB Leipzig. Vice-champion, il fut qualifié pour la phase finale du championnat national où il perdit au premier tour contre le 1. FC Nürnberg (1-5).
En 1933, alors que les Nazis viennent d'arriver au pouvoir, le club ne put éviter la faillite malgré une fusion avec le SC Sachsen 1909 Chemnitz. Le cercle fut immédiatement refondé sous le nom de Chemnitzer BC 1933. Il continua d'exister jusqu'à la fin de la Seconde Guerre mondiale. Le club participa à la Gauliga Sachsen, une des seize ligues créées sur ordre du régime hitlérien.
En 1945, le club fut dissous par les Alliés, comme tous les clubs et associations allemands (voir Directive no 23). La ville de Chemnitz et la Saxe se retrouvèrent en zone soviétique puis en RDA à partir de 1949.
D'anciens membres du Chemnitzer BC 1933 furent autorisés par les autorités communistes, à reconstituer un club qui reçut le nom de SG Chemnitz-West. Ce club vécut selon les humeurs des responsables politiques et changea plusieurs fois de structure et de nom.
Après la réunification allemande, en 1990, le club redevint un organisme civil. Le 13 juin 1990, le club changea son appellation en Chemnitzer FC.
Le 13 juillet 2012, le club bat Newcastle 1-0 lors d'un match amical.

## Palmarès

### Chemnitzer BC
- Vice-champion de la Verband Mitteldeutscher Fußball-Vereine (VMBV) : 1927
- Vainqueur de la Mitteldeutscher Pokal : 1927

### FC Karl-Marx-Stadt
- Champion de la DDR-Oberliga : 1967
- Vice-champion de la DDR-Oberliga : 1990
- Finaliste de la Coupe de RDA : 1969, 1983, 1989

### Chemnitzer FC
- Vainqueur de la Sachsen Pokal : 1997, 1998, 2006, 2008, 2010, 2012, 2014, 2015, 2017, 2019

## Stades
Chemnitzer joua ses matches à domiciles à la Exerzierplatz jusqu'en 1917, puis à la Bernhardstrasse jusqu'en 1926. En 1926, le club déménagea au Kampfbahn an der Reichenhainer Strasse qui avait une capacité de 10 000 places. Le site change plusieurs fois de nom: Südkampfbahn (1933–1938), Grosskampfbahn (1938–1945), Ernst-Thälmann-Stadion (1945–1992). De nos jours, il est appelé Sportforum Chemnitz.

## Joueurs emblématiques
- Michael Ballack
- Dieter Erler
- Rico Steinmann